# Cyphosperma
Genre
Classification phylogénétique
Espèces de rang inférieur
- Cyphosperma balansae (Brongn.) H.Wendl. ex Salomon
- Cyphosperma naboutinense Hodel & Marcus
- Cyphosperma tanga (H.E.Moore) H.E.Moore
- Cyphosperma trichospadix (Burret) H.E.Moore
- Cyphosperma voutmelense Dowe

Synonymes
- Taveunia  Burret (1935)

Cyphosperma est un genre de la famille des Arecaceae (Palmiers), comprenant des espèces natives de sud-ouest du Pacifique.
Synonyme : Taveunia Burret

## Classification
- Sous-famille des Arecoideae
  - Tribu des Areceae
    - Sous-tribu des Basseliniinae

## Espèces
- Cyphosperma balansae (Brongn.) H.Wendl. ex Salomon, Palmen: 87 (1887).
- Cyphosperma naboutinense  Hodel & Marcus, Palms (1999+) 55: 177 (2011).
- Cyphosperma tanga (H.E.Moore) H.E.Moore, Principes 21: 88 (1977).
- Cyphosperma trichospadix (Burret) H.E.Moore, Principes 21: 88 (1977).
- Cyphosperma voutmelense Dowe, Principes 37: 209 (1993).